# Battaglia di Chacabuco
La battaglia di Chacabuco, combattuta durante la guerra d'indipendenza cilena, ebbe luogo il 12 febbraio 1817. L'Esercito delle Ande delle Province Unite del Río de la Plata, guidato dal capitano generale José de San Martín, sconfisse la forza spagnola guidata da Rafael Maroto. Fu una sconfitta per la Capitaneria generale del Cile, il governo monarchico istituito dopo la divisione del Vicereame del Perù.

## Antecedenti
Nel 1814 José de San Martín, figura determinante nell'istituzione di un congresso eletto dal popolo in Argentina, iniziò a considerare il caso di cacciare completamente i monarchici spagnoli dal Sud America. Capì che il primo passo sarebbe stato quello di espellerli dal Cile e, a tal fine, iniziò a reclutare ed equipaggiare un esercito. In poco meno di due anni organizzò un esercito di circa 6 000 uomini, 1 200 cavalli e 22 cannoni.
Il 17 gennaio 1817 partì con questa forza e iniziò la traversata delle Ande. Una sua attenta pianificazione aveva fatto sì che le forze monarchiche in Cile fossero schierate per far fronte a minacce che non esistevano, e quindi la sua traversata non ebbe opposizione. Ciononostante, durante la traversata, l'Esercito delle Ande subì ingenti perdite, arrivando a perdere fino a un terzo dei suoi uomini e più della metà dei suoi cavalli. San Martin si alleò quindi con il patriota cileno Bernardo O'Higgins, quest'ultimo al comando del proprio esercito.
I realisti, in risposta all'arrivo dei ribelli, si precipitarono a nord: una forza di circa 1 500 uomini, al comando del brigadiere Rafael Maroto, bloccò l'avanzata di San Martín presso la valle di Chacabuco, presso Santiago. Di fronte alla disgregazione delle forze monarchiche, Maroto propose di abbandonare la capitale e di ritirarsi verso sud, dove avrebbero potuto resistere e ottenere risorse per una nuova campagna. La conferenza militare convocata dal governatore reale feldmaresciallo Casimiro Marcó del Pont (8 febbraio 1817) adottò la strategia di Maroto, ma la mattina seguente il capitano generale cambiò idea e ordinò a Maroto di prepararsi per combattere a Chacabuco.
La notte prima dello scontro, Antonio de Quintanilla, che si sarebbe poi distinto straordinariamente nella difesa di Chiloé, confidò ad un altro funzionario spagnolo la sua opinione riguardo alla strategia mal scelta: considerata la posizione degli insorti, le forze monarchiche dovrebbero ritirarsi alcune leghe in direzione delle colline di Colina. "Maroto sentì tale conversazione da una camera vicina e si rifiutò (potendo forse non farlo) d'ascoltarmi, forse a causa del suo orgoglio o della sua presunzione, chiamando poi ‒ con la sua famigerata voce rauca ‒ un inserviente e assicurando (tramite decreto generale) la pena di morte a chiunque avesse suggerito una ritirata".
Tutto ciò che Maroto e le sue truppe dovevano fare era ritardare San Martín, poiché sapeva che ulteriori rinforzi monarchici erano in arrivo da Santiago. Anche San Martín lo sapeva bene e infatti scelse d'attaccare quando aveva ancora il vantaggio numerico.

## Preludio
San Martín ricevette numerose segnalazioni riguardanti i piani spagnoli da una spia vestita da roto, un povero contadino del Cile. Il roto gli disse che il generale spagnolo, Marcó, sapeva di combattere in montagna e disse al suo esercito di "correre al campo", vale a dire Chacabuco. Raccontò a San Martín del piano di Maroto, del capo del reggimento Talavera e della forza di volontari fino a 2 000 uomini. Il piano di quest'ultimo era quello di prendere la montagna e lanciare un attacco contro San Martín.
L'11 febbraio, tre giorni prima della data prevista per l'attacco, San Martín convocò un consiglio di guerra per concordare un piano. L'obiettivo principale era quello di conquistare il ranch di Chacabuco, il quartier generale dei monarchici ai piedi delle colline. Decise di dividere le sue 2 000 truppe in due parti, inviandole lungo due strade su entrambi i lati della montagna. Il contingente di destra era guidato da Miguel Estanislao Soler e quello di sinistra da Bernardo O'Higgins. Il piano prevedeva che Soler attaccasse i loro fianchi, mentre allo stesso tempo circondava la loro retroguardia per impedire la loro ritirata. San Martín si aspettava che entrambi i leader attaccassero contemporaneamente, in modo tale da combattere una battaglia su due fronti.

## La battaglia
San Martín mandò le sue truppe giù per la montagna a partire dalla mezzanotte dell'11 per prepararsi ad un attacco all'alba. All'alba, le sue truppe erano molto più vicine del previsto a quelle realiste, ma combatterono duramente ed eroicamente. Nel frattempo, le truppe di Soler dovettero percorrere uno stretto sentiero che si rivelò lungo e arduo, impiegando più tempo del previsto. Il generale O'Higgins, sopraffatto dalla passione e vedendo probabilmente la sua patria da lontano, abbandonò il piano di attacco e attaccò insieme ai suoi 1 500 uomini. Che cosa sia successo esattamente in questa parte della battaglia è oggetto di accesi dibattiti. O'Higgins affermò che i realisti avevano interrotto la loro ritirata, iniziando poi ad avanzare verso le sue truppe. Disse che se avesse ricondotto i suoi uomini su per lo stretto sentiero, ritirandosi di conseguenza, i suoi uomini sarebbero stati eliminati uno ad uno. San Martín vide l'avanzata prematura di O'Higgins e ordinò a Soler di caricare il fianco monarchico, togliendo la pressione da O'Higgins e permettendo alle sue truppe di mantenere la propria posizione.
Il successivo scontro a fuoco durò fino al pomeriggio. Le sorti della battaglia cambiarono rapidamente quando Soler catturò un punto chiave dell'artiglieria monarchica. A questo punto, i realisti allestirono una piazza difensiva attorno al ranch di Chacabuco. O'Higgins caricò il centro della posizione monarchica, mentre Soler si spostò dietro i realisti, impedendo loro qualsiasi ritirata. O'Higgins e i suoi uomini sopraffecero così le truppe monarchiche. Quando tentarono di ritirarsi, gli uomini di Soler li tagliarono fuori e avanzarono verso il ranch. Seguì un combattimento corpo a corpo, durato finché ogni soldato monarchico morì o fu fatto prigioniero: 500 soldati monarchici furono uccisi, mentre 600 furono fatti prigionieri. L'Esercito delle Ande perse solamente dodici uomini, ma altri 120 persero la vita per le ferite subite. Maroto riuscì a fuggire grazie alla velocità del suo cavallo, ma rimase leggermente ferito.

## L'indomani
Le restanti truppe monarchiche si diressero verso la punta meridionale del Cile, lì dove avrebbero istituito un mini Cile spagnolo. Ricevettero rinforzi dal mare e rimasero un problema per la nazione cilena finché non furono finalmente costretti a ritirarsi via mare in direzione di Lima. Il governatore ad interim Francisco Ruiz-Tagle presiedette un'assemblea, la quale successivamente designò San Martín come governatore. Quest'ultimo, rifiutata l'offerta, richiese una nuova assemblea che lo nominò Direttore supremo del Cile. La vittoria a Chacabuco segna l'inizio del periodo della Patria Nueva nella storia del Cile.